# Rhopalophora pulverulenta
Rhopalophora pulverulenta är en skalbaggsart som beskrevs av Guérin-Méneville 1844. Rhopalophora pulverulenta ingår i släktet Rhopalophora och familjen långhorningar. Inga underarter finns listade i Catalogue of Life.